# Шалайда, Збигнев
Збигнев Кароль Шалайда (Zbigniew Karol Szałajda) (11 мая 1934, Вильно — 5 мая 2024) — польский инженер-металлург и политический деятель, министр металлургии (1980—1981), министр металлургии и машиностроения (1981—1982), заместитель председателя Совета Министров (1982—1988). Член ПОРП с 20 апреля 1960 года.
Родился в Вильно в семье учителей.
В 1956 году окончил машиностроительный факультет Силезского технологического университета, инженер-механик. Работал на Флорианском сталелитейном заводе (Свентохловице) (1956—1967) мастером и начальником цеха, на заводе имени Ф. Дзержинского в Домброва-Гурнича (1967—1970) — главный инженер, заместитель директора по производству. Генеральный директор сталелитейного завода имени Костюшко в Хожуве (1970—1974) и металлургического комбината «Катовице» в Домброва-Гурнича (1974—1980).
С 8 октября 1980 по 3 июля 1981 года министр металлургии в правительстве Юзефа Пиньковского и Войцеха Ярузельского, с 10 июля 1981 по 9 октября 1982 года — министр металлургии и машиностроения. В 1982—1988 гг. заместитель премьер-министра в правительстве Збигнева Месснера. В 1984—1988 годах одновременно председатель Комитета по науке и техническому прогрессу при Совете Министров.
В 1986—1990 годах член ЦК Польской объединённой рабочей партии. С 1989 по 1991 год заместитель Постоянного представителя Польской Народной Республики при Совете Экономической Взаимопомощи в Москве, в звании посла ad personam.
После 1991 года работал в частном секторе. С июня 2003 года председатель наблюдательного совета Stalexport Centrostal Warszawa SA, с января 2004 года — член наблюдательного совета Stalexport SA. Также занимал должность председателя наблюдательного совета Biproferm Sp. z.o. (Проектно-генподрядное бюро).
Лауреат Государственной премии Польши (1978). Награды: Командорский крест со звездой ордена Возрождения Польши, орден «Знамя Труда» (Польша) I степени, орден «Знамя Труда» 2 степени, Золотой крест Заслуги, медаль 30-летия Польской Народной Республики, медаль 40-летия Польской Народной Республики.
Умер 5 мая 2024 года. Похоронен на Вавжишевском кладбище.